# Подорлёнок
Подорлёнок (каз. Подорленок) — село в Зыряновском районе Восточно-Казахстанской области Казахстана. Входит в состав Соловьёвского сельского округа. Код КАТО — 634833500.

## История
Село до 2013 года входило в состав упразднённого Берёзовского сельского округа.

## Население
В 1999 году население села составляло 516 человек (236 мужчин и 280 женщин). По данным переписи 2009 года, в селе проживало 315 человек (157 мужчин и 158 женщин).